# Mujeres y niños refugiados
Los campos de refugiados funcionan a modo de microcosmos de las sociedades más empobrecidas. Aunque a una escala mucho menor que la de un país entero, gran parte de los problemas que sufren los países en vías de desarrollo también afectan a los campos de refugiados y a sus habitantes y, además, se ven agravados por los espacios reducidos, el nuevo entorno, el aburrimiento y la falta de orden social que suelen caracterizar a estos campos. Concretamente, las mujeres y los niños refugiados se enfrentan en estos lugares a muchos de los problemas que también soportan en los suburbios de las ciudades o en aldeas rurales. Mientras que ciertos problemas pueden variar según el lugar, los más generales como la desigualdad o el abuso son universales.

## Las mujeres en los campos de refugiados
Por norma general, las mujeres y los niños son los más afectados por la pobreza y esta situación se reproduce en los campos. A menudo, víctimas de abusos sexuales y otros delitos, las mujeres carecen de una voz potente y unificadora para combatir la incertidumbre, el aburrimiento y el miedo común entre los refugiados, además de combatir las afrentas a las que se somete al género femenino.

### Problemas que conciernen a las mujeres
Los problemas por los que deben preocuparse las mujeres en los campos son ilimitados, e incluyen, por ejemplo: discriminación, violencia sexual, tráfico de personas y problemas de salud maternal y reproductiva. La violación se usa a menudo como arma para desmoralizar y aterrorizar a comunidades y familias  y así mismo, estigmatiza a las mujeres y las deja emocional y físicamente destrozadas. Estos son algunos de los problemas a los que se enfrentan, además de sus responsabilidades como madres, cabezas de familia, profesoras, etc., y que hacen de su vida en los campos algo sumamente difícil.

### Problemas de salud de las mujeres
Con frecuencia, especialmente en países con pocos recursos económicos, los problemas de salud no solo afectan a las mujeres refugiadas, sino que son comunes para toda la población femenina. Estos problemas abarcan desde deshidratación y diarrea hasta fiebres altas y malaria, pero incluyen también otros fenómenos más generales como la violencia de género y la salud maternal. Aun así, todos estos males se dan en mayor número entre las mujeres refugiadas, como consecuencia de factores externos, entre los que cabe destacar la desigualdad por motivos culturales, la movilidad reducida, la falta de atención sanitaria, la alta densidad de población de los campos y el bajo nivel educativo.
Uno de los principales problemas que afectan a las mujeres refugiadas es su salud reproductiva que, en  situaciones de refugio, queda relegada al último puesto en la lista de prioridades. Esto se debe a que, cuando la asistencia médica es escasa, salvar vidas se convierte en la máxima preocupación y, en general, la salud reproductiva no se considera una cuestión de vida o muerte aunque realmente sí lo sea. Como consecuencia de la falta de instalaciones médicas en áreas con gran densidad de refugiados, las mujeres dan a luz sin la ayuda de un equipo médico competente, lo que a menudo se traduce en complicaciones en el parto.
Otro problema clave relacionado con la salud es el de la violencia de género dentro de los campos de refugiados. En general, se asume que "el desplazamiento, el desarraigo, la falta de estructura social o la necesidad de intercambiar sexo por bienes materiales o protección, conducen a distintas formas de violencia, sobre todo violencia sexual hacia las mujeres", lo que las hace particularmente vulnerables. Además, la violencia sexual y de género se considera un tabú en muchas culturas, por lo que, a menudo, no se denuncia e incluso cuando las mujeres tienen el valor de denunciar una agresión, no suele haber ningún lugar en los campos al que puedan acudir.

### Soluciones para el desarrollo de capacidades
Séverine Deneulin (enlace roto disponible en Internet Archive; véase el historial, la primera versión y la última). explica el Enfoque de Capacidad de Amartya Sen como un modo de cooperación internacional donde lo importante no son los ingresos, sino las capacidades de las personas, entendidas estas como las libertades para promover y alcanzar lo que se valora hacer y ser. La participación en el proceso político es una de las capacidades esenciales de Sen y el empoderamiento de la mujer se encuentra bajo el paraguas de dicha capacidad. Una forma de empoderamiento es incluir a las mujeres en las decisiones importantes. Las organizaciones de ayuda a menudo carecen de personal sensible al género y sus metodologías con frecuencia desatienden la inclusión femenina. Escuchar a las mujeres e investigar (con las organizaciones humanitarias) qué servicios desean y necesitan son maneras de darles voz y hacerlas participar en la administración de los campos de refugiados.

#### Recogida de agua
A diario, las mujeres dedican mucho tiempo a recoger agua para sus familias cuando podrían estar atendiendo a sus hijos, generando ingresos o suministrando comida. Rara vez se les consulta sobre la planificación y el manejo de dicha actividad, que puede llevar horas, o incluso días y que,  a menudo, conlleva riesgos importantes. Si las organizaciones de ayuda y los encargados de los campamentos de refugiados trataran este asunto con ellas, se podrían mejorar los servicios de suministro de agua

#### Agricultura
Las mujeres con frecuencia participan en las tareas agrícolas con el fin de proporcionar alimento a sus familias. Sin embargo, al igual que ocurre con la gestión del abastecimiento del agua, se las excluye del debate sobre qué plantar en los campamentos de refugiados. Establecer comisiones que incorpores a las mujeres al proceso de planificación agrícola les permitiría aportar todos sus conocimientos. Cuando se trata de servicios agrícolas, las mujeres tienen a menudo las mismas capacidades que los hombres, pero muchas veces carecen de las herramientas, las semillas y la tierra para producir con eficacia cualquier alimento. Dar a las mujeres las herramientas que necesitan para cultivar es una forma de aumentar sus capacidades en los campamentos.

## Los niños en los campos de refugiados
Casi la mitad de los treinta y cuatro millones de personas con las que se ocupa el Alto Comisionado de las Naciones Unidas para los refugiados son niños. Estos niños son a menudo los refugiados más desatendidos. Las Naciones Unidas (ONU) señalan cinco graves problemas  en relación con los niños refugiados: la separación, el abuso y la explotación sexual, el reclutamiento militar, la educación y las preocupaciones específicas de los adolescentes.

### Las preocupaciones de los niños

#### Separación
La separación de los niños de sus familias es un problema común que les trae consecuencias negativas directas a ellos. Si esta separación ocurre, es importante documentarla e intentar reunir al niño con su familia (si es beneficioso para él). Una fuerte red de apoyo familiar es esencial para el adecuado crecimiento y desarrollo de los niños en general, pero especialmente para aquellos que viven en campamentos de refugiados.

#### Explotación sexual y abuso
Hay muchos peligros relacionados con el abuso y la explotación sexual como embarazos adolescentes, infecciones por enfermedades de transmisión sexual, como el VIH/SIDA, y prácticas tradicionales que, frecuentemente, son perjudiciales, como la mutilación genital. Puesto que la precaria organización de los campos de refugiados puede conllevar a abusos, la responsabilidad de proteger a los niños recae en el Gobierno de acogida, en la comunidad de refugiados y en otras organizaciones humanitarias. Las posibles estrategias para reducir los casos de explotación sexual y abuso son el aumento de la concienciación sobre el problema (tanto dentro como fuera de los campos), la mejora del acceso a la educación y la creación de condiciones de vida seguras. La explotación sexual y el abuso pueden abordarse públicamente y tratarse por medio de batallas legales, un sistema de salud adecuado, apoyo psicológico y protección de la víctima.

#### Reclutamiento militar
Los niños refugiados más expuestos a la conscripción militar. En ocasiones se les separa de sus familias y nadie lucha por ellos cuando el ejército los recluta forzosamente y lo obliga a servir como niños o niñas soldado. Existen varios métodos de reclutamiento: obligatorio, voluntario o forzoso. Se reclutan tanto niños como niñas para que se unan al ejército y, con frecuencia, luchan junto a soldados adultos. Sin embargo, la población infantil suele encargarse de otras tareas, como la cocina, la entrega de mensajes o la limpieza. Es menos probable que las Fuerzas Armadas recluten a niños inscritos en la escuela porque les resulta más complicado reclutar a todos los alumnos que a un niño solo. La ONU afirma que los niños se benefician del desarmamiento, la desmovilización y la reintegración.

#### Educación
El Premio Nobel de Economía Amartya Sen ha catalogado la educación como una capacidad humana básica para el bienestar general de una persona. Esto es especialmente cierto cuando se trata de niños que viven en campos de refugiados. La educación ofrece una variedad de propósitos prácticos, además de la adquisición de conocimientos y habilidades para futuros proyectos. Los niños que asisten a la escuela tienen un riesgo menor de reclutamiento militar, violencia sexual, transmisión del VIH/SIDA, y delitos y consumo de drogas. La organización proporcionada por la educación también aporta una sensación de normalidad a los niños que viven en campos de refugiados. La vida desestructurada de los refugiados suele ser dura para los niños, y la escuela les proporciona un descanso de la pesadez de la vida cotidiana.

#### El problema con los adolescentes
Con frecuencia, las organizaciones que proporcionan ayuda externa a los campos de refugiados ignoran a los adolescentes. Normalmente, si un progenitor desaparece, la hija mayor (que se percibe como una figura materna) es la que debe cuidar de los pequeños, incluidos aquellos que no son parientes suyos. Un caso de esta experiencia queda recogido en la novela Después de la guerra. Los adolescentes también se beneficiarían en gran medida del aumento de actividades educativas, profesionales y recreativas en campos de refugiados por muchas de las mismas razones por las que los niños se benefician de estas oportunidades.

## Programas para refugiados
Numerosas organizaciones no gubernamentales (ONG) y organizaciones intergubernamentales, trabajan para abogar en favor de las mujeres y los niños refugiados. El Comité Internacional de Rescate (IRC, International Rescue Committee) y el Alto Comisionado de las Naciones Unidas para los Refugiados (ACNUR, en inglés UNHCR, United Nations High Commissioner for Refugees), son dos de las organizaciones más conocidas por defender a los refugiados. Los refugiados, además de necesitar servicios, también necesitan activistas que presionen a los gobiernos para lograr su bienestar eficazmente.

### Comité internacional de Rescate
El Comité Internacional de Rescate se fundó en 1933 como reacción ante la crisis humanitaria de todo el planeta. El IRC trabaja en cuarenta países ayudando a los desplazados a volver a la vida normal. También trabaja para fortalecer capacidades, aporta soluciones sostenibles a la crisis e invierte el 90% de sus donaciones en programas que benefician directamente a los necesitados. Además, realiza la función de defensor de las mujeres de países extranjeros, intercediendo en la aprobación de leyes sobre la salud y el bienestar de mujeres refugiadas. Asimismo, educan a los hombres y a los niños para erradicar la cultura de violencia hacia las mujeres.

### Alto Comisionado de las Naciones Unidas para los Refugiados
ACNUR es una rama de las Naciones Unidas que se fundó en 1950 para ayudar a los desplazados por la Segunda Guerra Mundial. Actualmente, la agencia se centra en ayudar a refugiados, apátridas, solicitantes de asilo, desplazados internos y muchos otros que no disponen de un hogar permanente y estable. Trabajan en casi todos los continentes proporcionando ayuda y servicios a los desplazados. ACNUR aboga a favor de los refugiados, fortalece capacidades, responde a emergencias y presta asistencia y protección entre otros servicios y programas.

## Adaptación de los refugiados
Está en la naturaleza de un refugiado el estar desplazado. Muy pocos refugiados se reasientan en el nuevo país, ya sea en uno cercano a su país de origen, o en uno tan alejado de éste como América. La adaptación de un refugiado en su nuevo hogar depende de muchos factores como: la educación, el sexo, la edad, el lugar de residencia, la etnia, la red de apoyo racial, el apadrinamiento, el trauma del viaje, el estatus civil, la duración de residencia y en el caso de refugiados que se trasladan a América o a otros países de habla inglesa, el dominio del inglés. Aunque el reasentamiento es difícil para todos los refugiados, a menudo son especialmente los niños los que tienen dificultades para adaptarse a su nuevo entorno.

### La adaptación y los niños
Una vez que un niño ha pasado de los seis meses de edad, su adaptación al nuevo entorno se determina parcialmente por la cantidad de trauma, estrés y violencia que el niño ha soportado hasta la fecha. La identificación con un grupo étnico también es importante para el desarrollo del niño. Los niños son más vulnerables que las niñas a una mala adaptación en el nuevo entorno, puesto que tienen menos capacidad para expresar sus problemas. Los niños se adaptan más fácilmente en nuevos países cuando hay mucha población de su grupo étnico, hay un grado de continuidad cultural desde su país de origen hasta su país de asilo o cuando el grupo étnico se conserva en su país de hospedaje. La idea multiétnica cultural no favorece el bienestar del niño en su nuevo hogar, ya que mantener sus raíces culturales es lo más importante en las primeras etapas del reasentamiento. Las familias representan un factor importante a la hora de ayudar a los niños refugiados a adaptarse a su nuevo hogar.